# Université du Littoral-Côte-d'Opale
Vous lisez un « bon article » labellisé en 2011.
Cet article concerne une université française. Pour l'université slovène, voir Université du Littoral (Slovénie).
L'université du Littoral-Côte-d'Opale (abrégée en ULCO) est une université française située dans la région des Hauts-de-France. Université multipolaire et inter-départementale, elle est implantée dans quatre villes, à Boulogne-sur-Mer, Calais, Saint-Omer et Dunkerque, et dispose dans cette dernière ville de son implantation principale. C’est l'une des six universités de l'académie de Lille.
Créé en 1991 dans le cadre des universités nouvelles à partir d'implantations universitaires plus anciennes, ouvertes à partir de 1963, l'établissement intègre le PRES université Lille-Nord-de-France lors de sa création en 2009, et passe aux compétences élargies l'année suivante.
L'établissement dispense des formations dans les domaines des Arts, des Lettres et Langues, du Droit, de l'Économie et la Gestion, des Sciences Humaines et Sociales, des Sciences et Technologies, de la Santé / STAPS à plus de 10 000 étudiants, majoritairement inscrits en premier cycle.
Ses activités de recherches sont structurées autour de trois pôles de recherche (« Institut des Sciences de la Mer et du Littoral », « Sciences, Technologies et Santé » et « Humanités et Territoires Intégrés ») qui coordonnent quatorze laboratoires.

## Histoire

### Première délocalisation universitaire

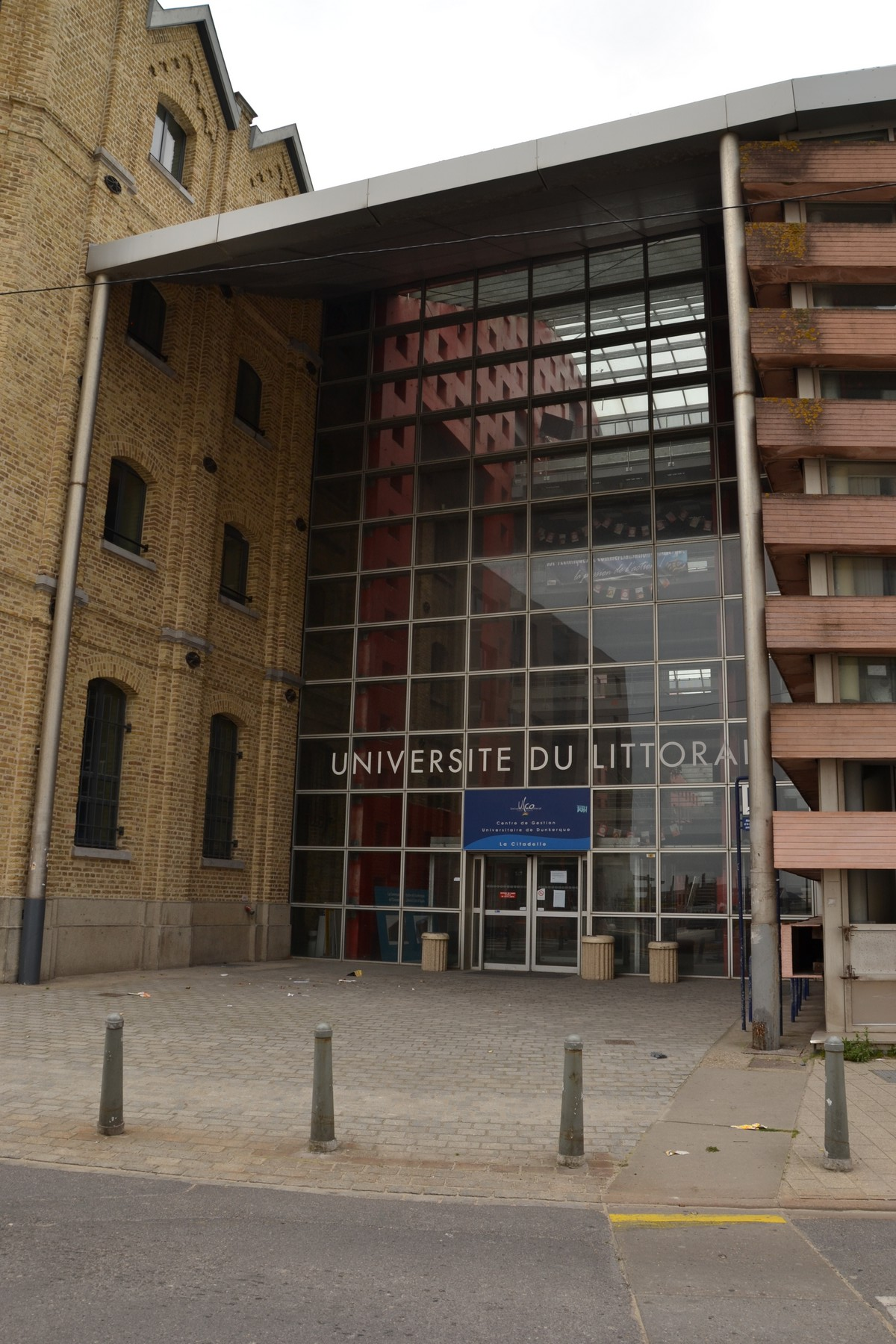
Entrée du site de Dunkerque.

La première délocalisation universitaire de la région a été mise en place par l'université de Lille qui implante en 1963 un collège universitaire d'enseignement scientifique à Calais. Un projet de transformer ce collège en université de plein droit est proposé en 1971, entre les quartiers de Fort-Nieulay et Blériot, mais reste sans suite à l'époque.
La première implantation à Calais est complétée par l'université de Lille 1, l'une des universités ayant succédé à l'université de Lille après sa scission en 1970, par l'ouverture d'une formation diplômante de DEUG B en 1976. D'autres composantes de cette université délocalisent aussi certains de leurs enseignements, comme l'Institut universitaire de technologie de Béthune qui ouvre un département à Calais en 1971, et l'Institut universitaire de technologie de Lille qui ouvre un département à Dunkerque. Cette dernière implantation dunkerquoise est complétée en 1985 lorsque l'université de Lille I y ouvre une formation de DEUG A. Les différents départements d'IUT sont réunis en 1988 en un unique établissement, l'Institut universitaire de technologie du littoral, sous tutelle de l'université Lille-I.
Les autres universités lilloises ne commencent à se développer dans la région que pendant la seconde moitié des années 1980, avec l'ouverture par l'université Lille-III d'un DEUG langues étrangères appliquées en 1987 dans les villes de Dunkerque et de Boulogne-sur-Mer, et par l'ouverture par l'université Lille-II d'un DEUG en droit en 1989 à Boulogne-sur-Mer. L'université Nancy-II et la chambre de commerce de Dunkerque mettent en place l'Institut supérieur du commerce international de Dunkerque en 1985.

### Création de l'université

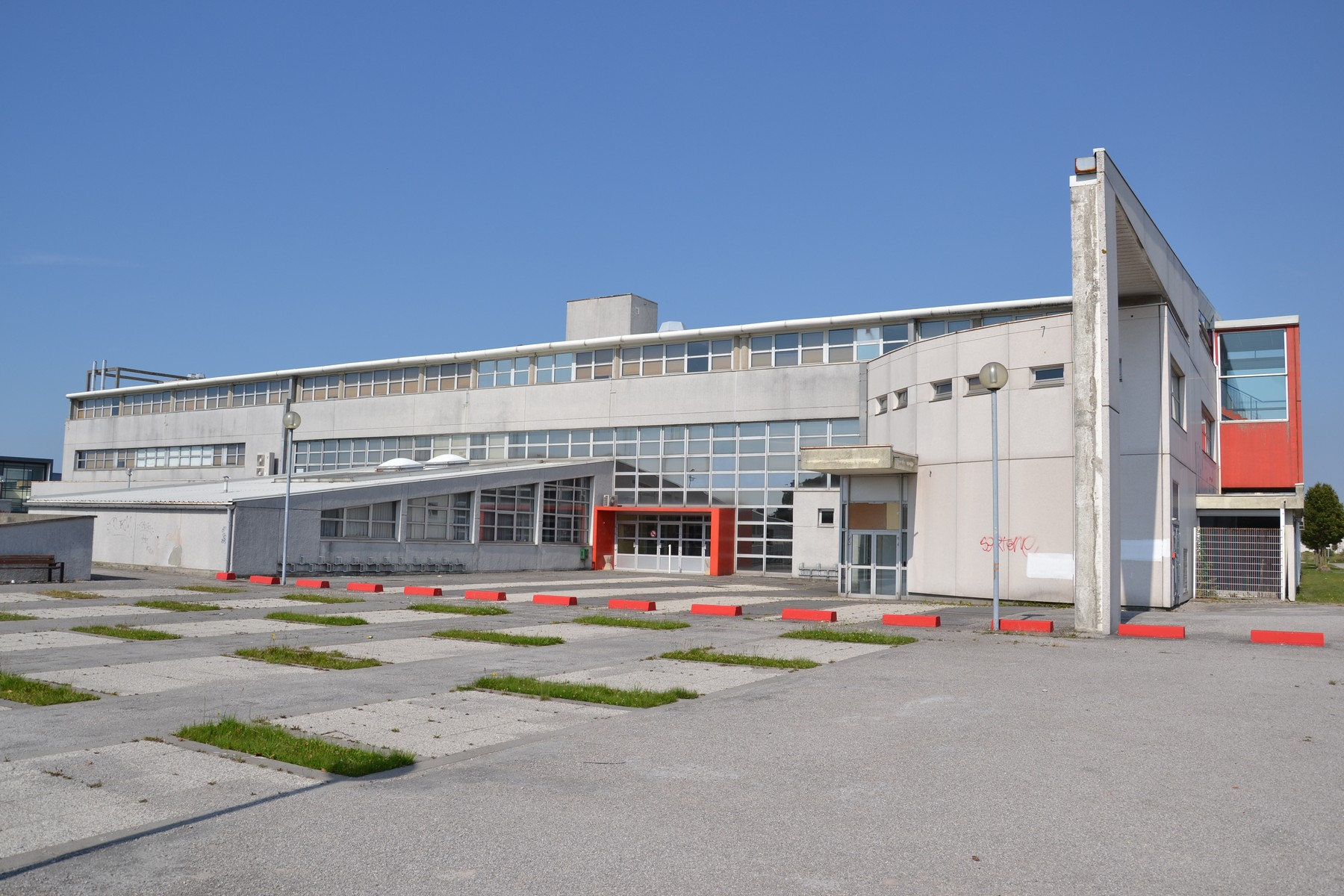
Le bâtiment Poincaré : un des premiers construit à Calais.

La hausse des effectifs étudiants au milieu des années 1980 impose aux universités de la région de revoir leurs dispositifs pour les accueillir, et l’ouverture de nouveaux sites en dehors de Lille est étudiée. Un premier rapport est transmis en 1988 au recteur de l’académie par les présidents des quatre universités de la région dans le cadre du schéma régional des formations post-baccalauréat, suivi en 1990 par une mission conduite par Bordet, Zalta et Garden à la demande de Lionel Jospin alors ministre de l'enseignement supérieur.
Trois zones sont alors concernées par ces projets, l'une à l'est du département du Nord autour de l'université de Valenciennes, et deux autres, dans l'Artois et sur le littoral, qui doivent accueillir deux universités nouvelles. L'établissement qui doit ouvrir sur le littoral est conçu dès le départ autour de quatre pôles d'implantation, certains enseignements étant dupliqués pour être dispensés par différents sites. L'université du Littoral est créée en 1991, et se met en place à la rentrée 1992.

### Développement de l'université

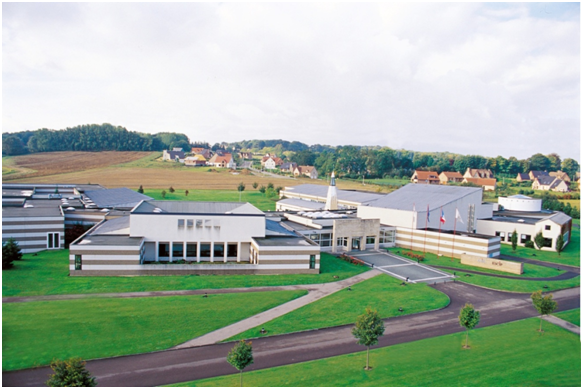
L'école d'ingénieurs EIPC, créée en 1991 à Saint-Omer, se rattache à l'ULCO en 2010 et devient l'École d'ingénieurs du Littoral Côte d'Opale (EILCO).

L'université doit développer la capacité d’accueil de ses infrastructures lors de ses premières années, et les différents sites d'implantation de l'établissement ne se développent pas à la même vitesse. Les programmes de construction et de réhabilitation de bâtiments s'étalent de 1992 à 1997. À la rentrée 1994, l'université dispose de 49 105 m2 de locaux, dont 35 371 m2 de locaux définitifs. À Boulogne-sur-Mer, 2 257 m2 de locaux définitifs sont disponibles contre 4 889 m2 d'espaces temporaires, à Calais 12 065 m2 de définitifs contre 3 447 m2 de temporaires, à Dunkerque 18 528 m2 de définitifs contre 5 398 m2 de temporaires. Seul Saint-Omer avec ses 2 521 m2 de locaux dispose de tout son espace définitif. Ces surfaces ont ensuite encore augmenté après 1997.
L'établissement développe aussi ses structures d'enseignement : 
- un IUT : à l'origine l'IUT du Littoral, il se divise en deux en 1998[12] (l'un à Calais et Boulogne, l'autre à Dunkerque et Saint-Omer) ;
- une école d'ingénieurs, l'EILCO, ouverte à Saint-Omer et Calais à la rentrée 2010 en intégrant à ses composantes l’EIPC, une école privée ouverte en 1991[13].

L'université se joint à d'autres établissements d'enseignement supérieur et de recherche de la région en 2009 pour créer le PRES université Lille-Nord-de-France. L'établissement passe aussi aux compétences élargies au 1er janvier 2010.

### Historique des présidents
Le président actuel de l'établissement est Edmond Abi-aad, professeur des universités en chimie, ancien vice président recherche. Unique candidat, Edmond Abi-Aad est élu président de l'université le 2 décembre 2024 en ayant recueilli 29 voix sur 33 votants.
- 1992 : Michel Parreau (1923-2010), Pr de mathématiques à l'UDL et nommé au titre d'administrateur provisoire[16] ;
- 1993 : Alain Dubrulle (1938-), Pr de physique à l'USTL[17] ;
- 1999 : Daniel Boucher (1947-2007), Pr de l'UFR de physique à l'USTL[18],[19] ;
- 2004 : Edward Anthony (1957-), enseignant-chercheur en géographie[20],[21] ;
- 2009 : Roger Durand (1933-2020), Pr honoraire de biochimie à l'UBP de Clermont-Ferrand[22],[23] ;
- 2016 : Hassane Sadok (1959-), Pr de mathématiques[24].

## Composantes

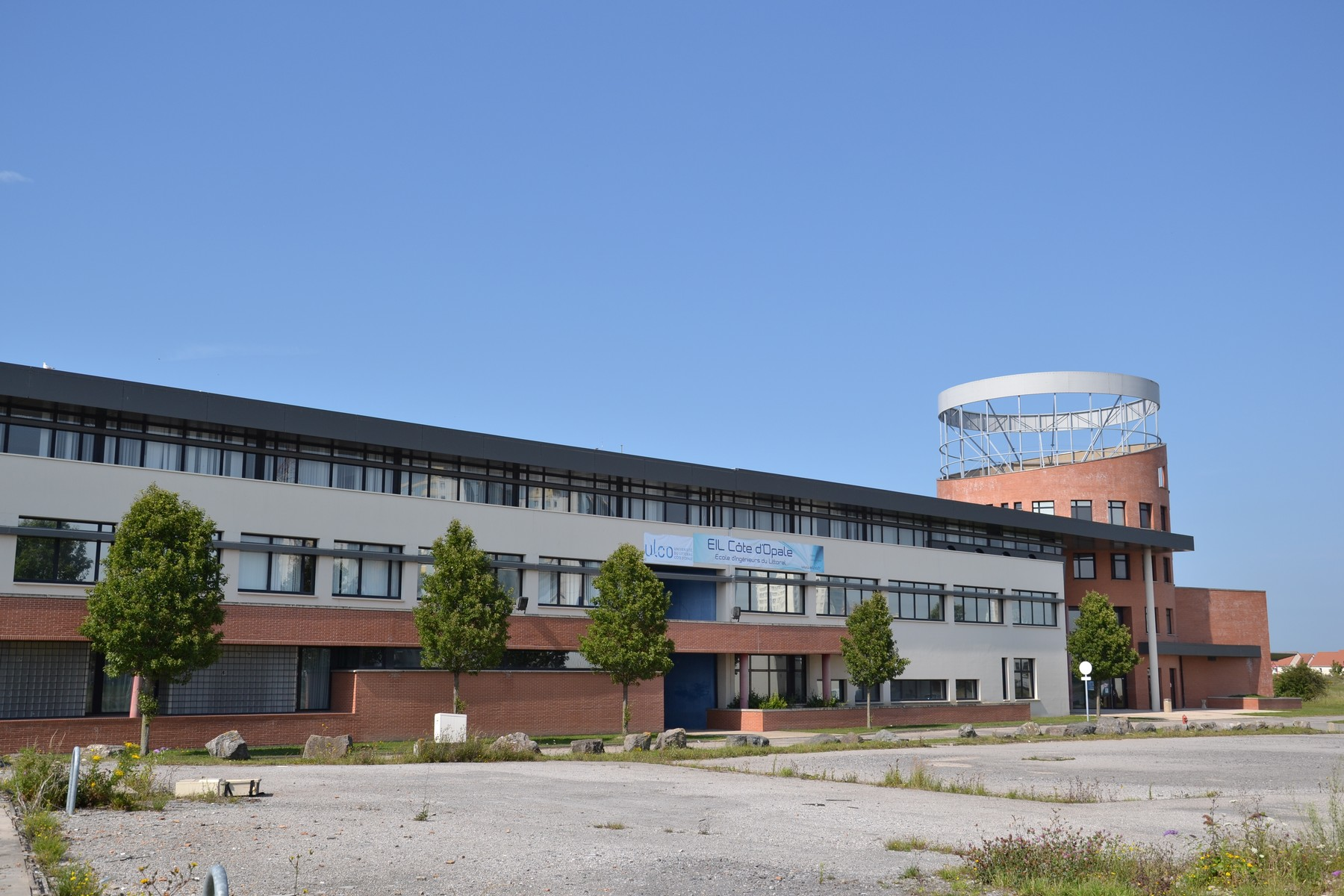
Le bâtiment A de l'ULCO à Calais.

Contrairement à l'usage, les activités de l'université ne sont pas organisées sous la forme d'unités de formation et de recherche, mais structurées autour de quatre centres de gestion universitaire (CGU), un par site, et trois pôles de recherche. Par ailleurs, l'établissement comprend un IUT, une école d'ingénieurs et l'Institut supérieur du commerce international de Dunkerque. En 2015, à la demande du Ministère, les départements et les laboratoires sont devenues des composantes à part entière.
L'administration compte seize services, et neuf services communs. Certains de ceux-ci peuvent avoir une activité suffisamment importante en dehors de l'établissement pour avoir une visibilité particulière.

### Centres de gestion universitaire
- Le centre de gestion universitaire de Dunkerque réunit des formations en sciences et technologies, en sciences humaines et sociales, ainsi qu'en droit et sciences économiques. Il compte la bibliothèque principale, une maison de l'étudiant, et deux maisons de la recherche[26].
- Le centre de gestion universitaire de Calais compte des formations en sciences et technologies, en STAPS, l'IUT du Littoral Côte d'Opale, et dispose d'une maison de la recherche[26].
- Le centre de gestion universitaire de Boulogne-sur-Mer réunit des formations en droit, en sciences économiques et gestion, en langues, en lettres ainsi qu'en sciences humaines et sociales. Il dispose d'une maison de l'étudiant et de deux maisons de la recherche[26].
- Le centre de gestion universitaire de Saint-Omer compte l'IUT du Littoral Côte d'Opale[26].

### Instituts et écoles
L'ULCO dispose d'un institut universitaire de technologie, et de deux écoles qui dispensent en formation initiale et continue un enseignement supérieur destiné à préparer aux fonctions d'encadrement technique et professionnel dans certains secteurs de la production, de la recherche appliquée et des services.
- L'institut universitaire de technologie du Littoral Côte d'Opale est dirigé par Éric Tavernier. Il est structuré en huit départements, et dispense des formations de premier cycle en informatique, en biologie, en activités commerciales, industrielles, et énergétiques[28].
- L'institut supérieur de commerce international de Dunkerque et Côte d'Opale est dirigé par Amen Abiassi. Il dispense des formations de premier et deuxième cycle en management et commerce international[29] à Dunkerque et Saint-Omer.
- L'école d'ingénieurs du Littoral-Côte-d'Opale (EILCO) est implantée à Longuenesse et à Calais. Elle est dirigée par David Landy et délivre le diplôme d'ingénieur en trois ans après un diplôme bac +2. Les spécialités sont l'informatique et le génie industriel[30].

### Formation continue à l'université (FCU)

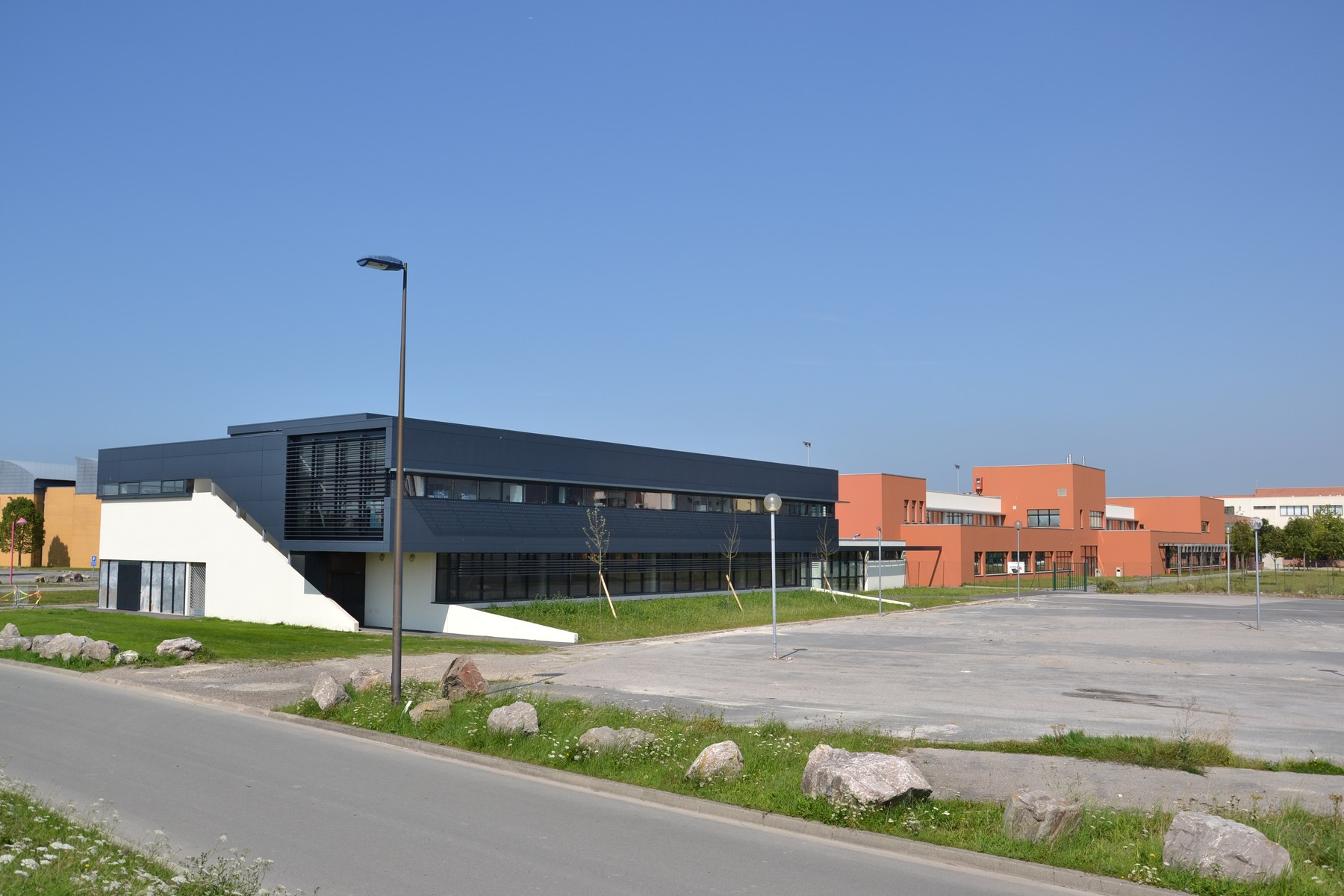
ULCO Calais : Les nouveaux labos et à droite, le CUEEP.

Le centre universitaire économie éducation permanente (CUEEP) est le service chargé de la formation continue, de l'apprentissage, et de la validation des acquis de l'expérience (VAE). Il est présent sur les sites de Boulogne-sur-Mer, de Calais, et de Dunkerque, et est dirigé par Franck Giuliani.
Il fonctionne avec une équipe de 56 personnes, et accueille 2 800 stagiaires par an, dont 1 600 adultes à la recherche d'un emploi, 130 jeunes en contrat de professionnalisation dans 31 formations de premier et deuxième cycle universitaire, et 90 étudiants ingénieurs en apprentissage. Un peu plus de 200 personnes ont été diplômées via un VAE entre 2002 et 2009, et à cette date l'établissement délivre une moyenne de 70 VAE par an, dont 80 à 85 % sont des validations totales.

### Service commun de documentation

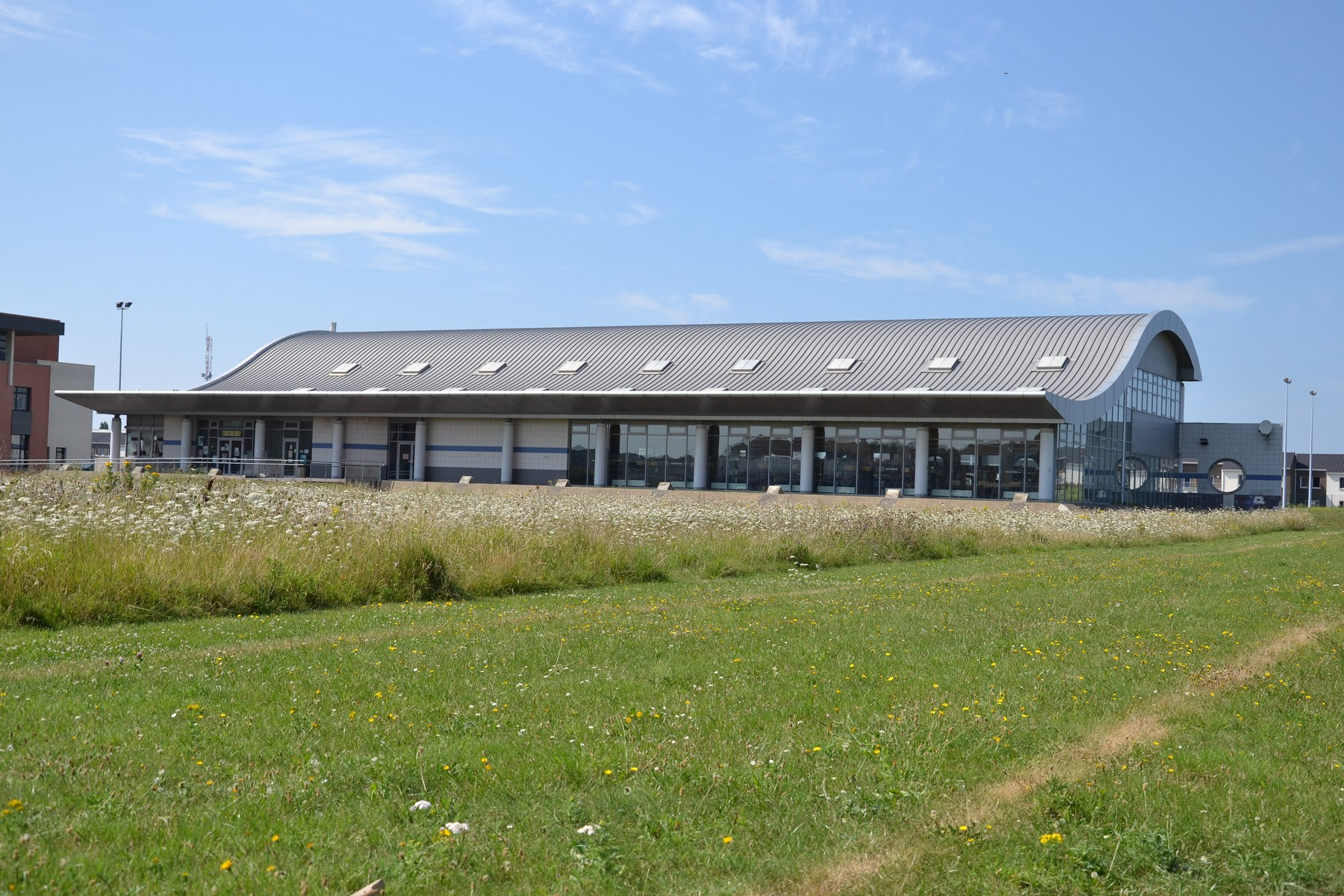
La bibliothèque universitaire de Calais.

La bibliothèque est créée en 1991 avec un statut provisoire. Des premiers fonds préexistants sont intégrés aux fonds de la bibliothèque pendant cette période provisoire qui dure jusqu'à la création du service commun de documentation en 1999. Pendant cette période sont ouverts les bibliothèques universitaires de Dunkerque en 1996, de Boulogne-sur-Mer en 1997, et de Calais en 1999.
La bibliothèque principale de l'université est implantée à Dunkerque sur le site du port, les fonds étant communs à l’ensemble de l'établissement, mais chaque site dispose d'une bibliothèque propre. Ceux-ci comptent en 2015 un total de quelque 139 340 ouvrages, 3 200 documents audiovisuels, et 900 abonnements à des périodiques.
La section de Boulogne-sur-Mer dispose de 2 500 m2 et de 280 places assises, ainsi que de collections spécialisées dans la communauté européenne, dans l'histoire régionale, et est un relais INSEE. La section de Dunkerque dispose de 3 000 m2 et de 423 places assises, ainsi que de collections spécialisées dans la cartographie, dans la bande dessinée, les plats pays, et est un relais INSEE. La section de Calais dispose de 2 500 m2 et de 200 places assises, ainsi que d'une collection spécialisée dans la science-fiction. La section de Saint-Omer compte un espace de 280 m2 pour 55 places assises, et dispose d'une collection spécialisée dans la maintenance industrielle.

## Localisations
| \| Lille Arras Boulogne- sur-Mer Calais Saint-Omer Dunkerque \| Implantations de l'université du Littoral dans les départements du Pas-de-Calais et du Nord. Préfectures de département. |
| Lille Arras Boulogne- sur-Mer Calais Saint-Omer Dunkerque |

L’université du Littoral est située dans quatre villes différentes de la Côte d'Opale, sur le littoral du Nord de la France, au nord et à l'ouest de Lille : Dunkerque, Calais, Boulogne-sur-Mer et Saint-Omer.

### Pôle de Saint-Omer
Le pôle de Saint-Omer comprend plusieurs départements d'IUT, construits en 1994, ainsi qu'une partie de l'école d'ingénieurs de l'université ouverte en 2010 à la suite de l'intégration de EIPC. En 2012, l'Institut supérieur du commerce international de Dunkerque (ISCID) achète l'École supérieure de commerce international du Pas-de-Calais (ESCIP) pour devenir l'Institut supérieur de commerce international de Dunkerque (ISCID-CO), l'école de commerce international de l'ULCO, puis en 2013, l'ESCIP est intégrée officiellement à l'ULCO par un décret ministériel.

### Pôle de Calais
Le pôle de Calais est constitué de constructions récentes : l'IUT est inauguré en 1987, et l'IUP en 1992. Ces derniers se voient rajouter des extensions en 1994. La même année, le centre universitaire de la Mi-Voix est inauguré. Les derniers bâtiments de cette phase de construction sont livrés en 1997 avec la construction des infrastructures de STAPS, de l'extension de la Mi-Voix, de la Maison de la Recherche, et de la bibliothèque universitaire. Sur le site de Calais a été implanté le siège de l'Ecole d'Ingénieurs interne à l'ULCO.

### Pôle de Boulogne-sur-Mer

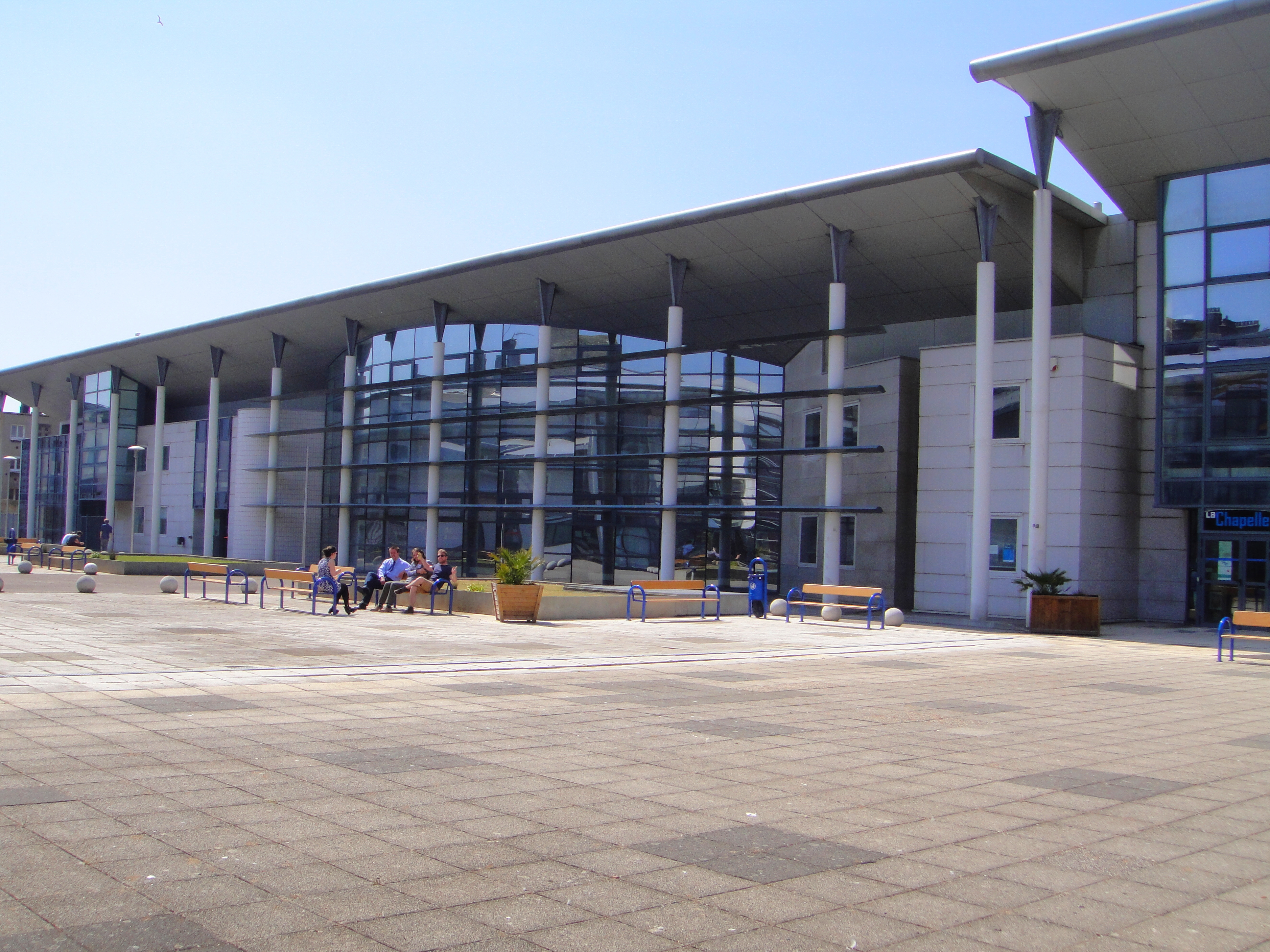
Le campus Saint-Louis, principal centre universitaire de l'ULCO à Boulogne-sur-Mer.

Le pôle de Boulogne-sur-Mer est étendu sur trois sites :
- Le centre universitaire Saint-Louis, dans le centre-ville, est le principal centre de l'ULCO à Boulogne. Il est construit sur le site de l'ancien hôpital du même nom, détruit en 1988 pour implanter les locaux de l'université. Seule la porte d'entrée principale de l'ancien édifice a été conservée, restaurée et transformée en 2010 en entrée principale du centre universitaire[37]. En plus des bâtiments d'enseignement, le centre Saint-Louis abrite entre autres la maison de l'étudiant, la maison de la recherche en sciences humaines et sociales (rattachée au pôle HTI[5]), la bibliothèque universitaire (construite et inaugurée en 1997) et un restaurant universitaire.
- Le centre universitaire du Musée, dans le centre-ville également, abrite le département de l'Histoire. À l'origine séminaire épiscopal en 1715, puis école centrale du Pas-de-Calais en 1798, bibliothèque communale en 1822, musée communal en 1925 avant de devenir composante de l'ULCO[38]. Les travaux de restaurations des locaux sont effectués en quatre tranches de 1992 à mi-1996[10]. Une nouvelle vague de travaux, inscrits dans le cadre des investissements d'avenir de l'Etat (plan France Relance[39]), va autoriser la rénovation de ce site universitaire boulonnais. Aujourd'hui, le centre universitaire du Musée accueille l'Institut de Recherche et d'Enseignement en Tourisme (InREnT - Littoral et Patrimoine[40]) ainsi que l'ensemble des formations en tourisme de l'ULCO et de l'ISCID-CO.
- Le centre universitaire Capécure, dans le quartier du même nom, abrite l'IUT et propose de nombreuses formations liées à la filière halieutique et au monde marin. Des bâtiments neufs sont construits pour l'IUT, inauguré en 1997. Une extension est réalisée en 2008 pour le centre de formation continue de l'université, le CUEEP[41].

En 2021, l'Institut des sciences de la Mer et du Littoral (ISML), créé en partenariat avec  Nausicaá et la communauté d'agglomération du Boulonnais, s'installe sur le site de Capécure sur une superficie de 2 800 m2. Ce « campus de la mer », unique en Europe, offre différents cursus en rapport avec l'environnement maritime. Il fait également l'objet, depuis 2023, d'un investissement massif pour créer l'Institut des sciences de la Mer et du Littoral et pour accueillir les formations dans le secteur de la santé.
Ces infrastructures sont complétées par un centre de recherche à Wimereux, construit et inauguré en 1998, et une salle de sports universitaire dans le quartier Saint-Pierre, inaugurée en 2008. Le palais impérial de Boulogne-sur-Mer a accueilli la maison de la recherche en sciences humaines de 1998 jusqu'à son déplacement en 2014 dans le centre Saint-Louis. La maison de l'étudiant, située à l'origine rue des Carreaux (bâtiment inauguré fin 1995), a également déménagé à Saint-Louis la même année.
Mi-2018, l'ULCO est associé via une convention à l'ANSES et à son nouveau laboratoire installé sur le port de Boulogne-sur-Mer pour accueillir à la fois des experts et agents de l'ANSES et des scientifiques de l'« Unité de biochimie des produits aquatiques » (unité sous contrat créé en 2014 dans  l'Anses avec l'ULCO. Le projet « Recherches marines et littorales en Côte d’Opale : des milieux aux ressources, aux usages et à la qualité des produits aquatiques » y associe plus de 20 personnes travaillant à la détection, caractérisation et quantification de polluants, agents pathogènes (micro-organismes et parasites) et de contaminants chimiques (amines biogènes (histamine en particulier), micro- et nanoplastiques, perturbateurs endocriniens, etc. dans la chair des animaux marins mis sur le marché pour la consommation humaine, en lien avec l'ULCO, via l'unité sous contrat (USC) et en lien avec les autres unités de l'Anses.

### Pôle de Dunkerque

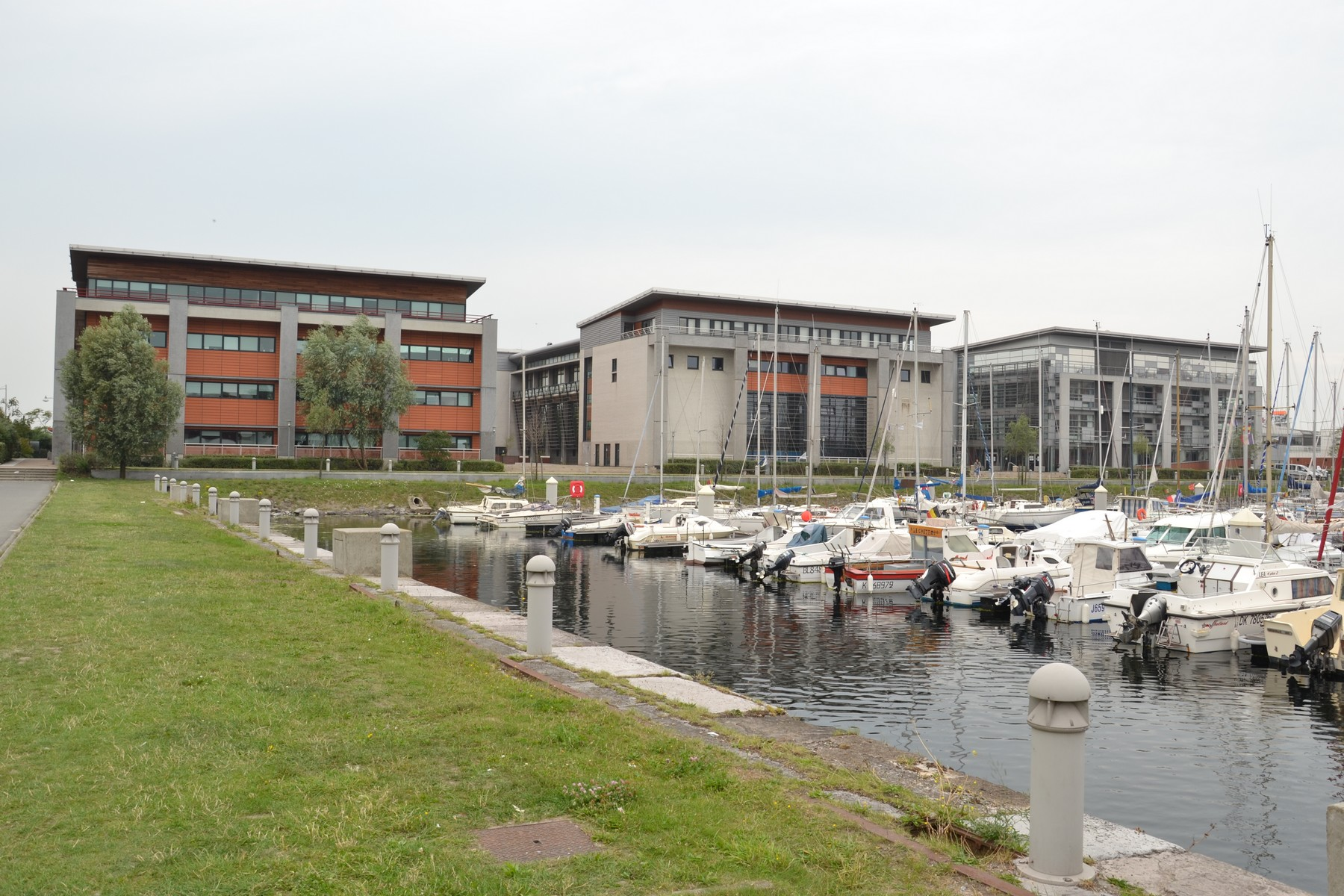
À droite, le centre universitaire des Darses et au centre, la salle de sport de Dunkerque.

Le centre universitaire de la Citadelle est construit au début des années 1990 sur le site de la Citadelle de Dunkerque, dans le cadre du programme « Neptune » de réhabilitation de ce quartier de la ville. Les principaux bâtiments sont livrés en 1990, 1994 et 1997. Le centre universitaire Lamartine est construit en deux tranches livrées en 1992 et 1993. L'année suivante, la Maison de la Recherche en Sciences de l'Homme (MRSH) prend place dans un bâtiment réhabilité sur le quai de la Citadelle. En 1996, la Maison de la Recherche en Environnement Industriel (MREI), ainsi que le bâtiment de la présidence et des services administratifs centraux de l’université sont achevés, suivis en 1997 par la bibliothèque universitaire, ces deux derniers bâtiments étant des constructions neuves.
L'Institut supérieur du commerce international de Dunkerque (ISCID) occupait depuis 2010 le bâtiment de l'ancien entrepôt des tabacs de la ville et est ainsi incorporé au centre universitaire de la Citadelle. En 2012, l’Institut supérieur du commerce international de Dunkerque (ISCID) achète l'École supérieure de commerce international du Pas-de-Calais (ESCIP) - située sur le Pôle de Saint-Omer - pour devenir l’Institut supérieur de commerce international de Dunkerque et Côte d'Opale (ISCID-CO). Il s'est déplacé en 2022 dans le centre de Dunkerque au lieu dit "centre Lamartine" sur la place du Général de Gaulle. Les bâtiments, entièrement rénovés en 2021 dans le cadre du plan France Relance

## Enseignement et recherche

### Formations
L’université du Littoral propose à la rentrée 2015 un total de 13 mentions de licence, 20 mentions de licences professionnelles et 29 mentions de master.
La licence générale est délivrée dans plusieurs domaines qui se déclinent ensuite en mentions puis en spécialités. De la même façon, le master est délivré dans plusieurs domaines qui se déclinent ensuite en mentions puis en spécialités et éventuellement en parcours.
- Arts, Lettres et Langues : 4 mentions de Licence et 2 mentions de Master
- Droit, Economie et Gestion : 2 mentions de Licence et 7 mentions de Master
- Sciences Humaines et Sociales : 2 mentions de Licence et 5 mentions de Master
- Sciences et Technologies, Santé, STAPS : 5 mentions de Licence et 11 mentions de Master

Selon une enquête menée en 2015 par le ministère de l'enseignement supérieur et de la recherche, 95 % des diplômés de 2012 en Droit, Economie et Gestion et 93 % des diplômés  en Sciences et Technologies, Santé occupaient un emploi 30 mois après l'obtention de leur diplôme.

### Relations internationales
L’université est partie prenante dans des programmes d’échanges généraux tels qu’Erasmus ou CREPUQ, et est aussi liée à des universités étrangères par des conventions bilatérales. La politique de l’établissement pour la mise en place de ces programmes est de privilégier les relations avec des établissements d’enseignement supérieur présentant des situations géographiques ou socio-économiques similaires. Ces échanges ont concerné 129 étudiants locaux partis en mobilité, et 83 étudiants internationaux accueillis pour l'année 2015-2016. L’université entretient en 2010 un total de 70 partenariats avec des établissements étrangers.
L’université accueille aussi des étudiants étrangers permanents qui visent l’obtention de diplômes français. Pour l'année 2015-2016, le nombre de ces étudiants s’élevait à 1 151.

### Recherche
Les activités de recherches de l’université sont effectuées dans quatorze unités de recherche propre, ou dépendant d’autres établissements d’enseignement supérieur de la région. Douze de ces laboratoires sont des équipes d'accueil, et une autre une unité mixte de recherche liée au CNRS. Ils sont regroupés dans trois principaux axes de recherches : l’axe « Environnement, milieux littoraux et marins », l’axe « Sciences et technologies, santé », et l’axe « Sciences humaines et sociales ». 262 enseignants-chercheurs y travaillent.
La formation doctorale était réalisée dans l’une des six écoles doctorales du collège doctoral européen de Lille. En 2006, 40 thèses ont été soutenues, et 138 doctorants sont inscrits, dont un peu plus de 40 % d'étrangers, venant majoritairement d’Afrique et d’Asie. Depuis 2019, les doctorants de l'ULCO sont inscrits dans les 2 Ecoles Doctorales co-accréditée pour l’université de Picardie Jules Verne, l’université du Littoral Côte d’Opale et l’université d’Artois (ED 585 STS, ED 586 SHS) dont le périmètre est le périmètre de la coordination territoriale A2U alliant l’université de Picardie Jules Verne (UPJV), l’université du Littoral Côte d’Opale (ULCO) et l’université d’Artois (UA) . En 2023, le nombre de thésards tourne dépasse les 200 étudiants inscrits, dont environ un tiers (71) en Sciences Humaines et Sociales. Par ailleurs, en particulier du fait des accords de collaboration doctorale et du développement des cotutelles avec des universités étrangères (Maroc, Liban, Belgique, Grèce, etc.), moitié des doctorants sont de nationalité étrangère.

## Vie étudiante

### Vie associative
L’établissement compte 29 associations étudiantes présentes sur ses différents sites en 2015 et deux maisons de l'étudiant à Boulogne-sur-Mer et à Dunkerque. Celles-ci sont principalement des associations structurées autour de filières ou de diplômes.
L’université a mis en place un bureau de la vie étudiante en 2006, chargé de favoriser les activités de ces associations, et une maison de l’étudiant a été mise en place à Boulogne-sur-Mer, issue d’un accord entre la Communauté d'agglomération du Boulonnais et l’université. L'établissement finance aussi chaque année depuis 2005 une quarantaine de projets portés par ces associations.

### Vie culturelle et sportive
La participation des étudiants à des activités sportives en dehors de leurs cursus se situe entre 20 et 30 %. Les quatre sites de l’université sont concernés par ces pratiques, et l’établissement concours à ces activités en favorisant les échanges entre le service responsable de sport, le SUAPS, et le département chargé de l’enseignement académique du sport, notamment en mutualisant les équipements et les heures de service des 31 postes affectés.
La vie culturelle de l’université est portée par un service dédié, « La Piscine », qui organise chaque année une quarantaine événements. Les activités de ce service sont principalement concentrées sur le site de Dunkerque. Il est financé à hauteur de 290 000 € et compte 4,5 postes. L’université compte aussi cinq associations étudiantes opérant sur ce champ, comptant une soixantaine de bénévoles, et opérant sur les sites de Dunkerque et de Boulogne-sur-Mer.

### Évolution démographique
| 1993  | 1994  | 1995  | 2000   | 2001   | 2002   | 2003   | 2004   | 2005   |
| ----- | ----- | ----- | ------ | ------ | ------ | ------ | ------ | ------ |
| 4 804 | 6 016 | 6 906 | 10 833 | 11 034 | 10 732 | 10 930 | 11 543 | 11 235 |

| 2006   | 2007   | 2008  | 2009   | 2010   | 2011   | 2012   | 2013   | 2014  |
| ------ | ------ | ----- | ------ | ------ | ------ | ------ | ------ | ----- |
| 11 012 | 10 196 | 9 903 | 10 777 | 10 848 | 10 145 | 10 292 | 10 071 | 9 669 |

| 2015  | 2018  | - | - | - | - | - | - | - |
| ----- | ----- | - | - | - | - | - | - | - |
| 8 370 | 8 848 | - | - | - | - | - | - | - |

## Image et communication
L'établissement publie en français deux fois par an un journal externe à l’université, « L’Esprit de la Côte ». Il est tiré à 5 000 exemplaires et destiné aux institutions de la région, ainsi qu’aux partenaires académiques de l’université. À l’intérieur de ses locaux, l’établissement utilise « ÉKO » depuis 2009, un réseau d’information via des écrans installés dans différents bâtiments, et dont le contenu est publié par le service communication et par des correspondants locaux dans chaque site.

Logo jusqu'en septembre 2009[78]
Logo à partir de septembre 2009[78]
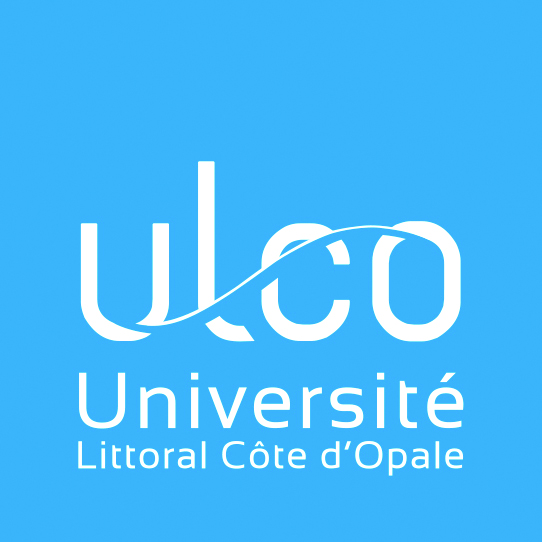
Logo à partir de mai 2015

## Sources